# شیمازو یوشی‌هیرو
شیمازو یوشی‌هیرو (به ژاپنی: 島津 義弘) (۱۵۳۵ – ۱۶۱۹ میلادی) یکی از دایمیو‌های ژاپنی در دوره سنگوکو بود. او بر بخشی از کیوشو در جنوب ژاپن حکمرانی می‌کرد. وی برادر کوچکتر شیمازو یوشی‌هیسا رهبر خاندان شیمازو بود. به‌طور سنتی اعتقاد بر این بود که هفدهمین رهبر خاندان شیمازو است، او در دوره سنگوکو یک ژنرال ماهر بود که به اتحاد کیوشو کمک زیادی کرد. او پدر شیمازو تاداتسونه هجدهمین رهبر خاندان شیمازو بود.

## نبرد سکیگاهارا

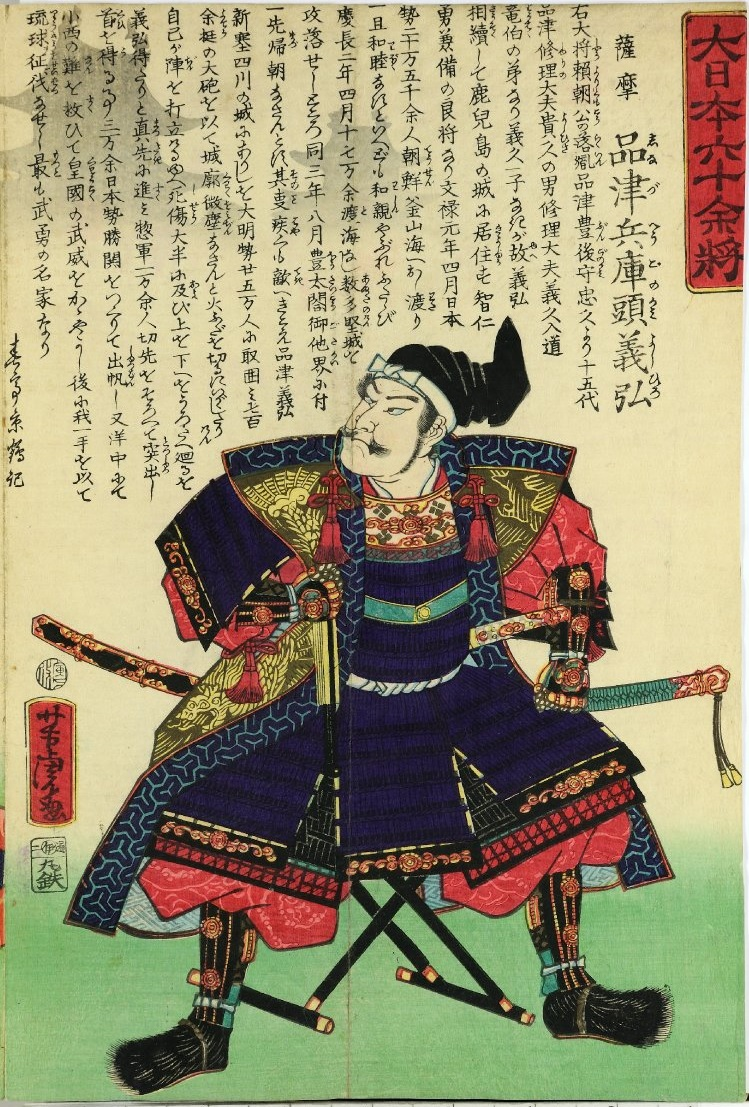
یک اوکی‌یوئه از شیمازو یوشی‌هیرو

پس از مرگ تویوتومی هیده‌یوشی در سال ۱۵۹۸، ژاپن بین طرفداران تویوتومی که از ایشیدا میتسوناری حمایت می‌کردند و کسانی که از توکوگاوا ایه‌یاسو حمایت می‌کردند تقسیم شد، و در نهایت در نبرد سکیگاهارا در سال ۱۶۰۰ به اوج خود رسید. بر اساس کتاب   «اوچیبوشو»   نوشته شده در دوره ادو ادعا می‌شود که ابتدا قرار بود خاندان شیمازو طرف ایه‌یاسو را بگیرند. اما تحقیقات اخیر نشان داد که شیمازو یوشی‌هیرو با ایشیدا میتسوناری رابطه دوستی داشته و به همین علت است که محل استقرار نیروهای خاندان شیمازو در روز نبرد در کنار نیروهای میتسوناری قرار دارد. بر طبق نظریه جدید خاندان شیمازو از همان آغاز حتی قبل از اعلامیه جنگ موری تروموتو علیه توکوگاوا در ژوئیه ۱۶۰۰ ، انتخاب کرده بود که در کنار میتسوناری قرار بگیرد. یوشی‌هیرو همچنین به عنوان عضوی از ستاد اصلی میتسوناری در ترغیب اوئه‌سوگی کاگه‌کاتسو برای پیوستن به اتحاد با جناح میتسوناری نقش مهمی داشته است.
طبق متن سند کاندو کوتارو، یوشی‌هیرو از همان ابتدا تابع میتسوناری بوده است، اما رابطه آنها توسط داستان‌نویسان دوره ادو تحریف و مخدوش شده است. همچنین گفته شده که میتسوناری به هیچ‌یک از طرح‌های جنگی یوشی‌هیرو، از جمله طرح یک شبیخون غافلگیر کننده در روز قبل از نبرد اصلی سکیگاهارا گوش نداد. در روز نبرد، یوشی‌هیرو و ۱۵۰۰ نفر سرباز او در جبهه جنگ داشتند اما به هیچ وجه نجنگیدند. سرانجام پس از اینکه بقیه اعضای میتسوناری از بین رفتند، یوشی‌هیرو در میان حداقل ۳۰٬۰۰۰ نفر از سربازان ایه‌یاسو گرفتار شد. یوشی‌هیرو سعی کرد علیه خود ایه‌یاسو دست به حمله بزند اما پس از آنکه برادرزاده‌اش شیمازو تویوهیسا خواست که او خود را به خاطر نبردی بی‌معنی نکشد، یوشی‌هیرو در عوض تصمیم گرفت که از منطقه جنگ خارج شود.
یوشی‌هیرو نیروهای خود را به سبکی عقب‌نشینی جنگی به نام Sutegamari (捨 て 奸) دعوت کرد، به این معنی که تعداد معینی از مردان با ماندن در مسیر حرکت دشمن، سد راه شده، تا پای مرگ مانع از حرکت دشمن می‌شوند و در واقع خود را فدا می‌کنند، تا بدنه اصلی ارتش بتوانند عقب نشینی کنند. با مرگ این گروه ممکن است بار دیگر یک سد انسانی جدید مانع از حرکت دشمن شود. اگرچه برادرزادهٔ یوشی‌هیرو، شیمازو تویوهیسا، و بخشی از نیروهای خاندان شیمازو جان خود را از دست دادند، اما با جراحتی که به ای نائوماسا وارد شد، این حمله و عقب‌نشینی موفقیت‌آمیز بود. وی پس از عقب‌نشینی، همسرش را از ولایت ستسو برداشت و با کشتی به ولایت ساتسوما بازگشت. مورخ ژاپنی شیرامینه جون تحقیق کرده‌است که چرا خاندان شیمازو رفتار ناهماهنگ و نامناسبی را در این نبرد انجام داده‌است و این را نتیجه گرفته‌است که در این زمان بین یوشی‌هیرو و برادرش شیمازو یوشی‌هیسا جنگ قدرت وجود داشته‌است. این درگیری داخلی موجب این شده که یوشی‌هیرو حمایت برادرش شیمازو یوشی‌هیسا و در نتیجه حمایت خاندان شیمازو را در ساتسوما هنگام شرکت در نبرد از دست بدهد.

## مرگ
در سال ۱۶۰۲، پس از شناخت علت رفتار یوشی‌هیرو در میدان جنگ، ایه‌یاسو اجازه داد تا خاندان شیمازو قلمروی خود را حفظ کرد و پسر یوشی‌هیرو به نام شیمازو تاداتسونه جانشین وی شود. یوشی‌هیرو در ساکوراجیما بازنشسته شد و به تدریس نسل‌های جوان پرداخت. وی در سال ۱۶۱۹ درگذشت و ۱۳ نفر از نگهبانانش که در کنار او جنگیده بودند با جونشی به معنای «خودکشی در راه وفاداری» به دنبال او رفتند.